# Historisch complex van Melilla
Het historische complex van Melilla is een aanwinst van cultureel belang in Spanje, ingeschreven in het stedelijke weefsel van de stad Melilla. 

## Geschiedenis
Op 11 augustus 1953 werd het oude gedeelte van de stad Melilla, een Spaanse enclave aan de Noord-Afrikaanse kust, uitgeroepen tot historisch-artistiek complex bij besluit dat op 9 september van datzelfde jaar in de Staatscourant werd gepubliceerd., met de handtekening van de dictator Francisco Franco en Joaquín Ruiz-Giménez, de toenmalige minister van Nationaal Onderwijs.
Het Provinciaal Directoraat van het Ministerie van Cultuur heeft in december 1978 de voorbereiding van een architecturale inventaris, opgeleverd in januari 1980, toegekend en de Melilla Heritage Commission, opgericht op 9 juli 1979, met procedures op 11 februari 1980, maakte het op 26 februari. Het Ministerie van Cultuur heeft de regeringsdelegatie gevraagd om gebouwen de naam BIC te geven, een lijst die op 11 maart werd verstrekt met 25 gebouwen en op 6 oktober werden de dossiers voor 10 daarvan verwerkt.
In 1986 werd de uitbreiding van het historische complex van de stad goedgekeurd, waarna het de status van Goed van Cultureel Belang had. Het beschermde gebied omvat Melilla La Vieja, de Ensanche Modernista en enkele delen van de industriële en vastgoedwijken.